# Heinrich Friedrich Schütt
Heinrich Friedrich Schütt (* 9. Dezember 1835 in Burg (Dithmarschen); † 25. Mai 1918 in Leipzig) war ein deutscher Reichsgerichtsrat.

## Leben
Der Sohn eines Landwirts studierte Rechtswissenschaften in Kiel und Heidelberg. 1857 wurde er Mitglied des Corps Saxonia Kiel, welches sich in jenem Jahr nach der Suspension von 1849 (infolge des Schleswig-Holsteinischen Erhebung) wieder auftat. 1860 trat er in den Staatsdienst ein. 1866 wurde er Rat beim Obergericht und ein Jahr später Appellationsgerichtsrat. Ab 1873 vertrat er den für den schleswig-holsteinischen Wahlkreis Pinneberg im Preußischen Abgeordnetenhaus. Das Mandat verteidigte er bis 1885. 1879 erfolgte seine Ernennung zum Oberlandesgerichtsrat. Am 29. April 1886 schied er wegen seiner Beförderung an das Reichsgericht aus dem Abgeordnetenhaus aus. Ab 1886 war er Richter am Reichsgericht. Er gehörte 23 Jahre dem V. Zivilsenat des Reichsgerichts an. Die Universität Leipzig verlieh ihm 1904 die Ehrendoktorwürde. 1909 trat er in den Ruhestand. Von 1879 bis 1918 war er Herausgeber von Seufferts Archiv für Entscheidungen der obersten Gerichte in den deutschen Staaten.